# Ухуа (Мэйчжоу)
Ухуа́ (кит. упр. 五华, пиньинь Wǔhuá) — уезд городского округа Мэйчжоу провинции Гуандун (КНР).

## История
Во времена империи Сун в 1071 году был создан уезд Чанлэ (长乐县). После Синьхайской революции была проведена сверка названий уездов в масштабах страны, и выяснилось, что уезды с точно таким же названием существуют ещё в провинции Фуцзянь и в провинции Хубэй, поэтому в 1914 году уезд Чанлэ провинции Гуандун был переименован в Ухуа.
После вхождения этих мест в состав КНР был образован Специальный район Синмэй (兴梅专区) и уезд вошёл в его состав. В 1952 году Специальный район Синмэй был расформирован, и уезд перешёл в состав Административного района Юэдун (粤东行政区). В конце 1955 года было принято решение о расформировании Административных районов, и с 1956 года уезд перешёл в состав нового Специального района Шаньтоу (汕头专区). 
В июне 1965 года бывший Специальный район Синмэй был воссоздан под названием Специальный район Мэйсянь (梅县专区). В 1970 году Специальный район Мэйсянь был переименован в Округ Мэйсянь (梅县地区).
Постановлением Госсовета КНР от 7 января 1988 года округ Мэйсянь был преобразован в городской округ Мэйчжоу.

## Административное деление
Уезд делится на 16 посёлков.